# Elisabetta al castello di Kenilworth
Il castello di Kenilworth (detto anche Elisabetta al castello di Kenilworth) è un'opera in tre atti di Gaetano Donizetti su libretto di Andrea Leone Tottola, tratto dal romanzo Kenilworth di Walter Scott, che trasse ispirazione dal tragico destino della nobile inglese Amy Robsart, e da Leicester, ou Le château de Kenilworth, opéra-comique di Eugène Scribe (1823). È la prima delle tre opere del compositore ad avere come protagonista la regina Elisabetta I d'Inghilterra: le altre sono Maria Stuarda (1834) e Roberto Devereux (1837).
A sua volta, anche Daniel Auber compose un'opera sullo stesso soggetto, Leicester, ou Le château de Kenilworth (1823), dal romanzo Kenilworth di Walter Scott.
La prima rappresentazione de Il castello di Kenilworth ebbe luogo al Teatro San Carlo di Napoli il 6 luglio 1829, in occasione dei festeggiamenti per il compleanno della regina Maria Isabella di Borbone-Spagna: il cast vedeva la presenza, tra gli altri, anche del celebre tenore Giovanni David. L'anno successivo l'opera andò in scena sempre al San Carlo, con il titolo Elisabetta al castello di Kenilworth, e la parte tenorile di Warney riscritta per baritono.
In tempi moderni, l'opera è stata ripresa in Inghilterra nel 1977, successivamente a Bergamo, città natale del compositore, nel 1989 (con protagonisti Mariella Devia, Denia Mazzola e Jozef Kundlák) e nel 2018, protagoniste Jessica Pratt e Carmela Remigio.

## Cast della prima assoluta
| Personaggio | Interprete             |
| ----------- | ---------------------- |
| Elisabetta  | Adelaide Tosi          |
| Leicester   | Giovanni David         |
| Amelia      | Luigia Boccabadati     |
| Warney      | Berardo Calvari Winter |
| Fanny       | Virginia Eden          |
| Lambourne   | Gennaro Ambrosini      |

## Trama
La vicenda si svolge al Castello di Kenilworth durante il regno di Elisabetta I.

### Atto I
Elisabetta I, regina d'Inghilterra, è in visita al Castello di Kenilworth, dimora del conte di Leicester, segretamente sposato con Amelia, diviso tra l'amore per la moglie e le attenzioni che la regina gli riserva. Essere il favorito della regina gli aprirebbe la via per salire al trono, idea che stimola in lui una grande ambizione.
Amelia va quindi nascosta alla vista di Elisabetta, compito di cui si dovrebbe occupare Lambourne, servitore dello scudiero Warney, che in segreto la desidera e cerca di conquistarla con l'inganno. Giunta la regina, Leicester chiede a Warney se ha portato a termine il suo compito, quindi accompagna la regina e tutta la corte all'interno del castello.

### Atto II
Leicester non tarda a provare rimorsi né Amelia a provare gelosia per Elisabetta, e le rassicurazioni e le dichiarazioni d'amore di lui non placano l'agitazione di lei.
Warney, rifiutato dalla donna, congiura per ucciderla e consegna a Lambourne un pugnale per compiere il delitto.
Amelia intanto, fuggita dalla prigione e finita nei giardini del castello, incontra la regina, le palesa il suo matrimonio con Leicester e la manda su tutte le furie.
Leicester e Warney rientrano da una battuta di caccia, ma a quel punto l'unica preda è Amelia, catturata dalle guardie della regina.

### Atto III
Warney avanza nuovamente pretese sulla donna, mentre la regina finge di credere che Amelia sia moglie di Warney e che la fedeltà di Leicester sia intatta, spiando le reazioni del conte. Leicester ribadisce di non voler rinunciare ad Amelia, per la quale sarebbe disposto ad accettare anche la morte pur di non abbandonarla.
Elisabetta sfoga nel furore la sua sete di vendetta, Amelia si sfoga con la damigella Fanny. Visto il suo stato di depressione, Warney e Lambourne giungono con una coppa in mano. È veleno, e Fanny grida ad Amelia di non bere.
Sopraggiungono Leicester ed Elisabetta, che ha riacquisito il controllo che si conviene alla sua dignità reale. Amelia viene liberata dalla prigione, Leicester viene perdonato, Warney viene allontanato ed Elisabetta viene lodata dal popolo.

## Struttura musicale
- Preludio

### Atto I
- N. 1 - Coro d'introduzione e Cavatina Leicester Amici a che solleciti? - Veggo ahimè! l'ingenua sposa (Lambourne, Coro, Leicester)
- N. 2 - Duetto Amelia e Warney Non mentir, su quella fronte
- N. 3 - Coro e Cavatina Elisabetta Eccola! Oh, vedi! - Sì miei figli: il più bel dono (Elisabetta, Leicester, Warney, Coro)

### Atto II
- N. 4 - Duetto Amelia e Leicester Dal genitor che fea
- N. 5 - Coro e Aria Warney Cauti, guardinghi e taciti - Taci amor, se amica speme (Lambourne, Coro, Warney)
- N. 6 - Finale II Perché ti affanni e piangi? - Della caccia il lieto segno - Freme! Ondeggia irresoluto! - Alme indegne schermita io son (Elisabetta, Amelia, Leicester, Warney)

### Atto III
- N. 7 - Duetto Elisabetta e Leicester Ah! Sospira! - Paventa, o perfido
- N. 8 - Aria Amelia Par, che mi dica ancora
- N. 9 - Coro e Aria Finale Elisabetta La Sovrana! - Tu potesti un solo istante - È paga appien quest'anima (Elisabetta, Amelia, Leicester, Fanny, Coro)

## Discografia
| Anno | Cast (Elisabetta, Amelia Robsart, Leicester, Warney)                   | Direttore         | Etichetta                                    |
| ---- | ---------------------------------------------------------------------- | ----------------- | -------------------------------------------- |
| 1977 | Janet Price, Yvonne Kenny, Maurice Arthur, Christian Du Plessis        | Alun Francis      | Audio CD: MRF Records Cat: MRF 143-S         |
| 1989 | Mariella Devia, Denia Mazzola Gavazzeni, Jozef Kundlák, Barry Anderson | Jan Latham-Koenig | Audio CD: Ricordi/Fonit Cetra Cat: RFCD 2005 |
| 2018 | Jessica Pratt, Carmela Remigio, Xabier Anduaga, Stefan Pop             | Riccardo Frizza   | Dynamic                                      |